# 福島和吉郎
福島 和吉郎（ふくしま わきちろう、1889年（明治22年）1月14日 - 1967年（昭和42年）1月）は、大日本帝国陸軍軍人。最終階級は陸軍少将。功四級。

## 経歴
1889年（明治22年）に富山県で生まれた。陸軍士官学校第22期、陸軍大学校第29期卒業。1925年（大正14年）12月に陸軍歩兵少佐、1930年（昭和5年）3月に陸軍歩兵中佐に進級し、1931年（昭和6年）8月に歩兵第39連隊附となった。1932年（昭和7年）8月には第7師団参謀に転じた。1934年（昭和9年）8月1日、陸軍歩兵大佐進級と同時に壱岐要塞司令官に着任し、1936年（昭和11年）8月に関東軍鉄道線区司令官に転じた。
1937年（昭和12年）8月に舞鶴要塞司令官に就任し、1938年（昭和13年）3月に陸軍少将に進級したが、同時に待命となり、3月25日に予備役に編入された。